# Scottish Cup 2006-2007
La Scottish Cup 2006-07 è stata la 122ª edizione del torneo. È iniziata il 18 novembre 2006 e si è conclusa il 26 maggio 2007. Il Celtic ha vinto il trofeo per la 34ª volta.

## Primo turno
| Squadra 1            | Risultato | Squadra 2       |
| -------------------- | --------- | --------------- |
| 18 novembre 2006     |           |                 |
| Edinburgh University | 2 - 1     | Keith           |
| Brechin City         | 1 - 1     | Queen's Park    |
| Arbroath             | 2 - 1     | Albion Rovers   |
| Deveronvale          | 3 - 2     | Montrose        |
| Preston Athletic     | 2 - 0     | Stenhousemuir   |
| East Fife            | 1 - 3     | Berwick Rangers |
| Stranraer            | 4 - 2     | Alloa Athletic  |
| 25 novembre 2006     |           |                 |
| East Stirlingshire   | 0 - 2     | Stirling Albion |

### Replay
| Squadra 1        | Risultato | Squadra 2    |
| ---------------- | --------- | ------------ |
| 28 novembre 2006 |           |              |
| Queen's Park     | 1 - 2     | Brechin City |

## Secondo turno
| Squadra 1       | Risultato | Squadra 2            |
| --------------- | --------- | -------------------- |
| 9 dicembre 2006 |           |                      |
| Annan Athletic  | 0 - 3     | Greenock Morton      |
| Deveronvale     | 2 - 1     | Fraserburgh          |
| Edinburgh       | 0 - 1     | Stirling Albion      |
| Elgin City      | 1 - 0     | Buckie Thistle       |
| Peterhead       | 0 - 2     | Ayr Utd              |
| Raith Rovers    | 0 - 1     | Dumbarton            |
| Stranraer       | 3 - 1     | Forfar Athletic      |
| Cowdenbeath     | 5 - 1     | Edinburgh University |
| Berwick Rangers | 2 - 0     | Arbroath             |
| Brechin City    | 2 - 1     | Preston Athletic     |

## Terzo turno
| Squadra 1           | Risultato | Squadra 2          |
| ------------------- | --------- | ------------------ |
| 6 gennaio 2007      |           |                    |
| Celtic              | 4 - 0     | Dumbarton          |
| St. Johnstone       | 0 - 0     | Ayr Utd            |
| Ross County         | 0 - 1     | Partick Thistle    |
| Dundee              | 1 - 1     | Queen of the South |
| Greenock Morton     | 3 - 1     | Kilmarnock         |
| Clyde               | 0 - 3     | Gretna             |
| Stirling Albion     | 1 - 6     | Inverness          |
| Airdrie Utd         | 0 - 1     | Motherwell         |
| Stranraer           | 0 - 4     | Hearts             |
| Hamilton Academical | 2 - 4     | Livingston         |
| Berwick Rangers     | 0 - 2     | Falkirk            |
| Deveronvale         | 5 - 4     | Elgin City         |
| Cowdenbeath         | 1 - 1     | Brechin City       |
| 7 gennaio 2007      |           |                    |
| Dunfermline         | 3 - 2     | Rangers            |
| 10 gennaio 2007     |           |                    |
| Aberdeen            | 2 - 2     | Hibernian          |
| 16 gennaio 2007     |           |                    |
| Dundee Utd          | 3 - 2     | St. Mirren         |

### Replay
| Squadra 1          | Risultato       | Squadra 2     |
| ------------------ | --------------- | ------------- |
| 16 gennaio 2007    |                 |               |
| Brechin City       | 0 - 1           | Cowdenbeath   |
| Queen of the South | 3 - 3 (4-2 dcr) | Dundee        |
| 17 gennaio 2007    |                 |               |
| Ayr Utd            | 1 - 2 (dts)     | St. Johnstone |
| 18 gennaio 2007    |                 |               |
| Hibernian          | 4 - 1           | Aberdeen      |

## Ottavi di finale
| Squadra 1          | Risultato | Squadra 2       |
| ------------------ | --------- | --------------- |
| 3 febbraio 2007    |           |                 |
| Motherwell         | 2 - 0     | Greenock Morton |
| Dunfermline        | 1 - 0     | Hearts          |
| Inverness          | 1 - 0     | Dundee Utd      |
| Falkirk            | 0 - 3     | St. Johnstone   |
| Deveronvale        | 0 - 1     | Partick Thistle |
| Queen of the South | 2 - 0     | Cowdenbeath     |
| Hibernian          | 3 - 1     | Gretna          |
| 4 febbraio 2007    |           |                 |
| Livingston         | 1 - 4     | Celtic          |

## Quarti di finale
| Squadra 1          | Risultato | Squadra 2       |
| ------------------ | --------- | --------------- |
| 24 febbraio 2007   |           |                 |
| Queen of the South | 1 - 2     | Hibernian       |
| Dunfermline        | 2 - 0     | Partick Thistle |
| 25 febbraio 2007   |           |                 |
| Inverness          | 1 - 2     | Celtic          |
| 28 febbraio 2007   |           |                 |
| Motherwell         | 1 - 2     | St. Johnstone   |

## Semifinali
| Squadra 1      | Risultato | Squadra 2   |
| -------------- | --------- | ----------- |
| 14 aprile 2007 |           |             |
| St. Johnstone  | 1 - 2     | Celtic      |
| 15 aprile 2007 |           |             |
| Hibernian      | 0 - 0     | Dunfermline |

### Replay
| Squadra 1      | Risultato | Squadra 2 |
| -------------- | --------- | --------- |
| 24 aprile 2007 |           |           |
| Dunfermline    | 1 - 0     | Hibernian |

## Finale
| Arbitro: | Kenny Clark |

|                    |           |  |
| Perrier-Doumbé 84’ | Marcatori |  |